# جک ساک
جک ساک (انگلیسی: Jack Sock؛ زاده ۲۴ سپتامبر ۱۹۹۲) یک تنیس‌باز اهل ایالات متحده آمریکا است.
از افتخارات وی میتوان به قهرمانی در مسابقات تنیس ویمبلدون دو نفره ۲۰۱۴ و آزاد آمریکا دو نفره مختلط ۲۰۱۱ اشاره کرد.